# Halo (megaestrutura)

Nave humana se aproximando de uma instalação. Podemos ver uma parte da Arca ao fundo

Halo é uma rede fictícia de megaestruturas da série de videojogos homônima. Eles são conhecidos como "Instalações" por seus monitores, e chamados de "a rede" por seus criadores, a raça conhecida como Forerunner. A aliança de raças conhecida como Covenant, o principal antagonista da série, chama as estruturas de "Anéis Sagrados", pois creem que eles fazem parte de uma profecia religiosa conhecida como "A Grande Jornada". De acordo com o universo de Halo, os Forerunner construíram os anéis para conter e estudar o Flood, um parasita alienígena que consome qualquer forma de vida com um mínimo de habilidade cognitiva. Os anéis agem juntos como uma arma de último recurso; quando acionados eles matam qualquer forma de vida consciente que possa servir de alimento para o Flood, causando o extermínio do parasita por falta de alimento. As instalações são um dos pontos cruciais da trama da série Halo.
Os Halos são enormes astros com formato de anéis, que apresentam seu próprio clima e vida selvagem. As instalações lembram, em design e forma, um Orbital de Iain M. Banks.
A estrutura em que se passa o jogo Halo: Combat Evolved inicialmente seria um planeta oco, porém mais tarde no desenvolvimento do jogo ele foi trocado por um anel; um membro da equipe forneceu "Halo" como o nome para o anel e para o jogo após sugestões de nomes como Red Shift.

## Visão geral

### Design e desenvolvimento
O termo "megaestrutura" refere-se a estruturas artificiais, onde uma das três dimensões é de 100 quilômetros (62 milhas) ou mais. A primeira aparição de uma megaestrutura com formato de anel na ficção foi no romance de Larry Niven, Ringworld. Niven descreveu seu design como um passo intermediário entre as esferas de Dyson e planetas - um anel com um raio de mais de 93 000 000 milhas (150 000 000 km) e uma largura de 1 000 000 milhas (1 600 000 km); são dimensões que ultrapassam os ringworlds encontrados na série Halo, que apresentam raios de 5 000 milhas (8 000 km). Em proporção os Halos são mais próximos ao Bishop Ring, uma proposta real de habitat espacial feita por Forrest Bishop, embora as proporções dos Halos não são exatamente iguais aos anéis de Bishop. Como visto nos jogos, as instalações dispõem de um exterior metálico, e um interior preenchido com atmosfera, água e vida vegetal e animal. Aparentemente parte do anel é vazio, utilizado para manutenção, sustento e geração de energia.
Antes que o título do novo projeto da Bungie fosse anunciado e quando o desenvolvimento do jogo que se tornaria Halo estava em seus estágios iniciais, a megaestrutura em que se passa Halo: Combat Evolved seria um enorme e oco planeta chamado Solipsis. O planeta foi trocado por uma esfera de Dyson, e então um anel de Dyson. Alguns funcionários da Bungie sentiram que a mudança para um anel estava "arrancando Larry Niven", de acordo com o artista Paul Russel. Outro funcionário da empresa, Frank O'Connor, escreveu uma postagem na Bungie.net alegando que "a acusação específica que nós roubamos a ideia de um planeta em forma de anel não está certa", explicando que a Bungie usou um ringworld porque "é legal e, portanto, é o tipo de coisa que a civilização Forerunner construiria."
Na época, o jogo era conhecido como Blam!, mas Bungie sempre tinha esperado substituir o título do trabalho por algo melhor (Blam!, só foi usado depois que o co-fundador do estúdio, Jason Jones, não conseguiu dizer a sua mãe que seu próximo projeto era apelidado de Monkey Nuts). Títulos como The Crystal Palace, Hard Vacuum, Star Maker, Star Shield e The Santa Machine foram sugeridos. Russel sugeriu chamá-lo de Project: Halo por causa do anel. Apesar das preocupações de que o título poderia ser muito religioso ou com pouca fluidez, o nome foi o utilizado. Por sua vez, "Halo" tornou-se o nome do anel também.
A instalação de Combat Evolved seria povoada por grande vida animal, coletivamente conhecida como Fauna. A Fauna incluía "pseudo-dinossauros" e mamíferos, bem como uma criatura semelhante a um Chocobo - o "Blind Wolf" - em que os jogadores poderiam montar. Os animais foram removidos por razões técnicas e conceituais; houve dificuldades para que o rebanho e a ação comportamental deles funcionassem, e sob pressão para completar os aspectos principais do jogo, os animais tiveram de ser descartados. A Bungie também sentiu que desolar o anel aumentaria a atmosfera de mistério da instalação e tornaria o aparecimento do Flood mais aterrorizante e inesperado.

### Análise científica

Os cinco pontos de Lagrange em um sistema de dois corpos. Para Halo, o gigante gasoso é o círculo amarelo, a lua solitária é o círculo azul, e o anel está posicionado em L1

O físico Kevin Grazier postou em um ensaio de 2006 a composição e os problemas associados a uma instalação de Halo. Os Halos completos vistos em Combat Evolved e Halo 2 orbitam gigantes gasosos semelhantes a Júpiter, embora muito maiores; Os corpos exibem características tanto de um planeta joviano quanto de uma estrela pequena. Em cada sistema, há cinco pontos onde um corpo de massa insignificante permaneceria estacionário aos dois corpos muito maiores no sistema, o gigante de gasoso e sua lua. Estas áreas, conhecidas como pontos de Lagrange, são classificadas por estabilidade; Enquanto corpos com ângulos de 60 ° em relação ao gigante de gasoso permaneceriam no mesmo local em relação aos outros objetos do sistema, os outros três pontos de Lagrange são meta-estáveis, com tendência a ser instáveis em uma direção. Como os Halos estão localizados no ponto L1, as instalações devem ativamente corrigir sua órbita. A aparente gravidade das instalações de Halo está perto da Terra normal. Um Halo teria que girar com uma velocidade tangencial de 7 quilômetros (4,3 mi) por segundo para corresponder à gravidade da Terra, transformando para 19,25 rotações em um dia.
Além de sua posição instável, os Halos teriam de lidar com o impacto de milhares de meteoros que iriam desestabilizar ou destruir o anel; não há provas nos jogos que as instalações possam projetar um escudo de energia para evitar esta ocorrência. Por causa do ambiente magnético em torno do gigante gasoso, um Halo seria exposto a altos níveis de radiação. A Terra está protegida de tal radiação por partículas carregadas criadas pelo campo magnético do planeta. Grazier postula que enorme cabos condutores poderiam envolver a circunferência de um Halo; quando uma corrente elétrica fosse executada através desses cabos, um protetor de ambiente magnético pode ser criado para sustentar a vida.
Nos jogos, a análise espectroscópica da composição do anel revelou-se "inconclusiva", implicando que os Halos são construídos de um material desconhecido (unobtainium). Se um Halo fosse construído usando materiais convencionais, uma liga de aço leve seria o mais viável. Considerando que a estrutura do anel é 50% de espaço vazio, um anel de 5000 km composto de liga de aço com uma densidade média de 7,7 gramas por um centímetro cúbico resultaria em uma massa total de 1,7x1017 kg. A quantidade de material necessário para construir tal anel seria semelhante ao material total disponível na correia de asteróides.

## Instalações

### Instalação 03
A instalação 03, também conhecida como Gamma Halo, aparece em Halo 4. Seu monitor é 049 Abject Testament, e está localizada no sistema Khaphrae, orbitando um planeta danificado. Embora não haja jogabilidade na instalação, um campo de asteróides extremamente denso em torno da instalação é o local da base de pesquisa científica da UNSC, Ivanoff. É aqui que os cientistas do UNSC estão realizando experimentos sobre o artefato Forerunner chamado Composer, que tem a capacidade de converter formas biológicas, especificamente seres humanos, em inteligências artificiais. Depois que o antagonista do jogo, o Didact, ativa o dispositivo, a base da UNSC é deixada desabitada, devido a morte de todos os que estavam lá. Em Halo: Escalation, uma série de quadrinhos que se passa muitos eventos após Halo 4, revela que Abject Testament desapareceu há muito tempo do anel, deixando um monitor para chegar à instalação, apenas para ser emboscado por um versão ainda viva do Didact, usando o Instalação para ativar o Compositor.

### Instalação 04
A instalação 04, também conhecida como Alpha Halo, aparece em Halo: Combat Evolved. A maioria da jogatina ocorre em áreas nesta instalação, e sua exploração guia a história. O anel foi monitorado por uma inteligência artificial conhecida como 343 Guilty Spark, e está localizado no sistema Soell, dominado por uma gigante de gasoso conhecido como Threshold. A instalação orbita o único satélite de Threshold, uma lua extremamente grande conhecida como Basis. Um grupo de seres humanos a bordo da nave Pillar of Autumm aterrisam no anel após  serem perseguidos pelo Covenant. O anel possui significado religioso para a aliança, enquanto os humanos acreditam que é uma arma que poderia ser usada pelo Covenant em seu favor, oque os faria ter enorme vantagem na guerra. Na realidade, o anel é o lar de um parasita virulento conhecido como Flood, que é acidentalmente liberado pelo Covenant, ameaçando infestar a galáxia. O soldado humano Master Chief eventualmente destrói os reatores do Pillar of Autumm para desestabilizar o anel e fazer com que ele se destrua, impedindo a disseminação do Flood e a ativação da rede Halo, que mataria toda a vida sensível, no intuito de exterminar o parasita fazendo-o morrer de fome. A Ark foi alertada de sua destruição e procedeu para criar a Instalação 04B, que também foi destruída por Master Chief. Durante os eventos do jogo, Guilty Spark cita um disparo anterior da rede, que o diretor de cinematografia da Bungie, Joseph Staten, revelou ocorrer cerca de 100.000 anos antes dos eventos do jogo, no ano de 2552.

### Instalação 05
Durante os eventos de Halo 2, o Covenant e os humanos descobrem um segundo anel, a Instalação 05, ou Delta Halo. Foi monitorado por 2401 Penitent Tangent, que ignorou completamente avisos de perigo envolvendo o Flood e acabou sendo capturado por seu líder, o Gravemind. A liderança do Covenant quer ativar a instalação, acreditando que ela é a chave para sua salvação. Ao mesmo tempo, o Flood, liderado por Gravemind, sitiou a cidade-nave da aliança, a High Charity. Depois de 343 Guilty Spark informar o verdadeiro propósito de Halo para o Árbitro, um guerreiro sagrado da Aliança, do perigo que os Halos representam verdadeiramente, um grupo de humanos e Elites da aliança impedem o disparo do anel. O desligamento inesperado ativa um protocolo de segurança, ativando as instalações restantes do por ativação remota de um local conhecido como a Arca. Em Halo 4, é revelado que a UNSC criou uma base de superintendência na instalação (ou em torno dela), como fizeram com a Instalação 03.

### A arca
A arca, por vezes chamada de Instalação 00 está localizada além da Via Láctea e serve como a estação de controle e construção do sistema de armas do Halo. Ela não possui o formato de anel das outras instalações. Durante Halo 3, o Covenant descobre um portal na Terra que leva à Arca e são perseguidos pelos humanos e uma facção separatista da aliança contrária a ativação dos anéis. Gravemind, tendo sequestrado High Charity, a aterrissa na instalação. O disparo remoto dos anéis é interrompido por Master Chief e Árbitro. Para acabar com a ameaça do Flood, Master Chief decide ativar a Instalação 04B em construção na Arca, o substituto para o Halo que foi destruído em Halo: Combat Evolved. Desconhecido de todos, exceto 343, um tiro prematuro destruirá a instalação; O monitor tentou defender "seu" anel, mas foi destruído por Master Chief, que disparou a arma. O disparo destruiu o Halo em construção e danificou seriamente a Arca. Chief, Cortana e Árbitro tentam escapar através do portal, que fecha quando eles entram, deixando Master Chief e Cortana vagando no espaço, enquanto Árbitro retorna à Terra com sucesso, formando a premissa de Halo 4.
De acordo com a trilogia Forerunner de Greg Bear, a "Arca Maior" serviu como o local para a construção de anéis maiores de 30.000 km.